# Rustler's Paradise
Rustler's Paradise é um filme faroeste dos Estados Unidos de 1935 estrelado por Harry Carey. Foi dirigido e escrito por Harry L. Fraser.